# Aphanotrigonum anderssoni
Aphanotrigonum anderssoni är en tvåvingeart som beskrevs av Nartshuk 2004. Aphanotrigonum anderssoni ingår i släktet Aphanotrigonum och familjen fritflugor.
Artens utbredningsområde är Spanien. Inga underarter finns listade i Catalogue of Life.